# 烏利爾·安度拿
烏利爾·安度拿（西班牙語：Uriel Antuna，1997年8月21日—），全名卡路士·烏利爾·安度拿·羅美路（Carlos Uriel Antuna Romero），墨西哥職業足球員，司職中場，現效力於墨西哥足球超級聯賽球隊堤格雷斯。

## 職業生涯
安度拿在2012年加入桑托斯拉古納俱樂部青年學院，成功通過U-15、U-17以及U-20隊後，於2017年獲桑托斯第一隊領隊荷西·文奴爾·托利的晉升。同年3月5日，安度拿藉墨西哥足球超級聯賽以替補球員身份開啟了他的首場職業賽，但以2–1輸給了國立自治大學俱樂部。
之後在2017年7月12日，英格蘭的曼徹斯特城足球俱樂部宣佈他們已經通過城市足球集團與安度拿簽下四年合約。8月9日，他以兩年租借期為荷蘭甲組足球聯賽的格羅寧根足球俱樂部參賽。9月10日，安度拿作為替補球員參加他的首場聯賽，對決VVV-芬洛足球俱樂部，最終以1–1打成平局。11月3日，墨西哥國家足球隊教練祖安·卡路士·奧蘇里奧提名安度拿參與同比利時以及波蘭的友誼賽，賽事分別於11月10日和13日舉行。

## 職業生涯統計
最後更新：2017年11月3日 
| 俱樂部       | 賽季     | 聯賽               | 聯賽 | 聯賽 | 國內盃賽 | 國內盃賽 | 聯賽盃 | 聯賽盃 | 歐洲賽事 | 歐洲賽事 | 合計 | 合計 |
| 俱樂部       | 賽季     | 組別               | 出場 | 進球 | 出場     | 進球     | 出場   | 進球   | 出場     | 進球     | 出場 | 進球 |
| ------------ | -------- | ------------------ | ---- | ---- | -------- | -------- | ------ | ------ | -------- | -------- | ---- | ---- |
| 桑托斯拉古納 | 2016–17  | 墨西哥足球超級聯賽 | 1    | 0    | 1        | 0        | 0      | 0      | —        | —        | 2    | 0    |
| 格羅寧根     | 2017–18  | 荷甲               | 3    | 0    | 1        | 0        | —      | —      | —        | —        | 4    | 0    |
| 歷年總計     | 歷年總計 | 歷年總計           | 4    | 0    | 2        | 0        | 0      | 0      | 0        | 0        | 6    | 0    |